# Agenzia del Palanpur
L'Agenzia del Palanpur (in inglese: Palanpur Agency, detta anche Agenzia di Pahlunpore) era una agenzia dell'India britannica.

## Storia
Fondata nel 1819, l'Agenzia del Palanpur si trovava sotto il controllo politico della Presidenza di Bombay rimanendo tale sino al 10 ottobre 1924, data dalla quale passò sotto l'Agenzia degli Stati dell'India Occidentale che dipendeva direttamente dal Governatore Generale dell'India. Delle tre agenzie politiche della Divisione Settentrionale della Presidenza di Bombay, dopo quella di Kathiawar seguiva quella di Palanpur.
Il nome dell'Agenzia di Palanpur venne mutato in Agenzia di Banas Kantha nel 1925. Lo Stato di Palanpur stesso venne trasferito sotto l'autorità dell'Agenzia del Rajputana nel 1933, mentre il resto dell'Agenzia di Banas Kantha venne poi unito all'Agenzia di Mahi Kantha per formare l'Agenzia di Sabar Kantha, subordinata all'Agenzia degli Stati dell'India Occidentale. L'11 novembre 1944 l'Agenzia degli Stati dell'India Occidentale venne amalgamata all'Agenzia degli Stati di Baroda e Gujarat. Dopo l'Indipendenza indiana nel 1947, l'intera area divenne parte dello Stato di Bombay, il quale nel 1960 venne diviso negli stati di Gujarat e Maharashtra.
L'Agenzia del Palanpur (nel 1908) ebbe il controllo politico e la supervisione su quattro stati principeschi indiani maggiori (Palanpur, Radhanpur, Tharad e Wao) e cinque minori, oltre a 343 talukas non giurisdizionali e villaggi raggruppati in cinque thana, ciascuno assegnato ad un Thandar. Questi erano il Deodar, il Varahi, il Wao, il Santalpur ed il Kankrej thana. Palanpur e Radhanpur raggiunsero il rango di Salute state (ottenendo quindi l'onore di un numero di saluti a salve coi cannoni nelle occasioni solenni). Il quartier generale dell'agenzia politica era il villaggio di Palanpur. Le altre città principali erano Radhanpur e Deesa.
La maggior parte del territorio dell'agenzia era retto da capi di fede islamica, in particolare nel Palanpur e nel Radhanpur. I restanti stati erano retti da famiglie della casata dei Rajputs (Chauhans, Vaghelas e Jadejas), oltre a Koli e Bramini. L'85% della popolazione era di fede induista, il 10% musulmana ed il 5% jainista.
L'agente politico britannico locale svolgeva anche la funzione di giudice ad eccezione degli stati del Palanpur e del Radhanpur. Nel 1821 venne fondato l' Accantonamento di Deesa per mantenere l'ordine nello stato del Palanpur che dal 1813 era tormentato da continue rivolte. L'area, situata sulla riva sinistra del fiume Banas, a 5 km a nordest dal villaggio di Deesa, aveva una popolazione (al 1901) di 11.047 abitanti. Conteneva delle caserme per truppe native ed europee, oltre ad un grande bazar e molti bungalows per ufficiali. Nel 1907, quando il ruolo strategico-militare dell'area venne meno in quanto l'area poté dirsi completamente pacificata, venne declassata ed ospitò unicamente una caserma per truppe native.
Il 15 novembre 1879 parte della Western Rajputana States Railway nel tratto tra Ahmedabad e Palanpur venne aperta al pubblico trasporto. Nel 1890 il diwan di Palanpur si accordò per cedere agli inglesi la giurisdizione su alcune terre per la costruzione di altri 17 km di ferrovia tra Palanpur e l'area militare di Deesa.

## Stati principeschi
Gli stati principali dell'area dell'Agenzia del Palanpur erano:
- Palanpur
- Radhanpur

Gli stati minori nell'area erano:
- Tharad
- Wao
- Santalpur
- Warahi
- Deodar

Vi era inoltre:
- Accantonamento di Deesa